# سدة الرمادي
سدة الرمادي: هي سدة تقع في الرمادي في العراق على بعد 2 كم غرب مدينة الرمادي على نهر الفرات جنوب مدخل بحيرة الحبانية ويبلغ طولها 209 م وتتكوّن من بناء من الخرسانة فيه 24 فتحة عرض كل منها ستة أمتار مجهّزة بأبواب حديدية ترفع وتغلق يدويا وكهربائيا وذلك بعد أن دُمِّرت غرفة السيطرة المركزية عام 1991، تحتوي السدة على ممر للسفن هويس عرضه 6 أمتار وطوله 40 مترا كما تحتوي السدة على سلم للأسماك وقد أنشئ فوق السدة جسر بعرض 7 أمتار لمرور وسائط النقل الثقيلة عبر نهر الفرات مع ممرين جانبيين بعرض متر ونصف المتر لكل منهما لعبور المشاة ويبلغ تصريف السدة التصميمي 3600 م 3/ثا بمنسوب المقدم 51.50 م فوق سطح البحر وكان الغرض من إنشائها هو حجز المياه ورفع منسوبها وخزن الفائض في بحيرة الحبّانية افتتح المشروع في 4/5/ 1956.